# Trichomonascus farinosus
Trichomonascus farinosus är en svampart som först beskrevs av de Hoog, Rant.-Leht. & M.T. Sm., och fick sitt nu gällande namn av Kurtzman & Robnett 2007. Trichomonascus farinosus ingår i släktet Trichomonascus och familjen Trichomonascaceae.   Inga underarter finns listade i Catalogue of Life.